# Mark Patterson (Politiker)

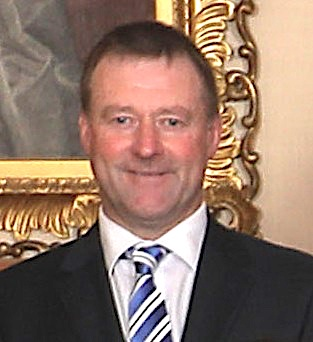
Mark Patterson (2023)

Mark William James Patterson (* 1970 in Lakeside, Selwyn District, Canterbury, Neuseeland) ist ein neuseeländischer Farmer und Politiker der Partei New Zealand First.

## Leben
Patterson wurde 1970 als einziger Junge unter drei Mädchen auf der Farm der Eltern in Lakeside, westlich des Lake Ellesmere / Te Waihora, geboren.
Er besuchte zusammen mit seinen Schwestern die Southbridge School, die sich im westlich gelegenen kleinen Ort Southbridge befindet. Später als Erwachsener verkaufte er die Farm seines Vaters und erwarb eine Farm in Lawrence.

## Berufliche Karriere
Patterson ist ein Farmer mit einer über 30-jährigen Erfahrung in seinem Gebiet. Er betreibt eine Schaf- und Rinderzucht in Lawrence und Waitahuna, beide in Otago auf der Südinsel von Neuseeland gelegen. In den Jahren 2021 bis 2023 war Patterson Vorsitzender der Otago Federated Farmers. Des Weiteren ist er Vorsitzender des Gemeindeprojekts Lawrence to Waihola Cycle Trail extension, stellvertretender Vorsitzender des Zealand Century Farms Committee und ist mit in der Otago Regional Skills Leadership Group beteiligt.

## Politische Karriere
Pattersons politische Interesse und Engagement galt ursprünglich der New Zealand National Party, bei der er sich ab dem Jahr 2007 begann zu engagieren. Er wurde Teil der Meat Industry Excellence Group und reiste als Mitglied nach Wellington, um sich dort im Parlament für die Reform der sogenannten Rotfleischindustrie einzusetzen. Während dieser Zeit, fand er sich mit seinen politischen Ansichten der Partei New Zealand First näher und wurde im Jahr 2015 deren Mitglied.
2017 kandidierte Patterson für den Wahlbezirk Clutha Southland, konnte aber mit einem Stimmenanteil von 9,47 % nur den 3. Platz des Wahlbezirks erreichen. Im Jahr 2020 war es ihm nicht möglich sich innerparteilich für eine Kandidatur durchzusetzen. 2023 gelang ihm das dann für den neu geschaffenen Wahlbezirk Taieri, doch mit einem Stimmenanteil von 7,29 % bei der General Election musste er sich schließlich mit dem 4. Platz des Wahlbezirks zufriedengeben.
Im selben Jahr der Parlamentswahl verlor Labour ihre Regierungsmehrheit und mit dem guten Abschneiden der National Party konnte Christopher Luxon mit seiner Partei über eine Drei-Parteien-Koalition eine Regierung bilden, deren Teil New Zealand First wurde.

### Ministerämter in der Regierung Luxon
Mit der Regierungsbildung vom 27. November 2023 übernahm Patterson folgende Ministerämter:
| Minister                          | vom               | bis     |
| --------------------------------- | ----------------- | ------- |
| Minister of Rural Communities     | 27. November 2023 | aktuell |
| Associate Minister of Agriculture | 27. November 2023 | aktuell |

Quelle: Department of the Prime Minister and Cabinet

## Familie
Patterson ist mit seiner Frau Jude verheiratet und hat zwei Töchter.